# Vinitsa Cove
Die Vinitsa Cove (bulgarisch залив Виница saliw Winiza) ist eine 3,75 km breite und 1,9 km lange Bucht an der Davis-Küste des Grahamlands im Norden der Antarktischen Halbinsel. Sie liegt östlich des Kap Page und westlich des Havilland Point an der Orléans-Straße.
Britische Wissenschaftler kartierten sie 1978. Die bulgarische Kommission für Antarktische Geographische Namen benannte sie 2016 nach der Ortschaft Winiza im Süden Bulgariens.